# تسرب الأمونيا في مصنع كيماويات سوميخيمبروم
حدث تسرب الأمونيا في مصنع كيماويات سوميخيمبروم في 21 مارس 2022 أثناء معركة سومي، حيث أدى القتال إلى إتلاف إحدى خزانات الأمونيا في مصنع الأسمدة في سوميخيمبروم، مما أدى إلى تلويث الأرض داخل دائرة نصف قطرها 2.5 كم بما في ذلك قرى نوفوسيليتسيا وفيركنيا سيروفاتكا. بسبب اتجاه الرياح، لم تتأثر مدينة سومي إلى حد كبير على الرغم من قربها من مكان التسرب.

## خلفية
قبل يومين من التسريب، ادعى ميخائيل ميزينتسيف، رئيس مركز إدارة الدفاع الوطني الروسي أن القوميين الأوكرانيين كانوا يخططون لهجوم كيماوي بعملية علم زائف في سومي. وزعم ميزينتسيف في 19 مارس أنه تم وضع ألغام في مرافق تخزين المواد الكيميائية بالمصنع لتسميم السكان في حالة تقدم القوات الروسية إلى المدينة. كما زعم أن مدرسة ثانوية تعرضت للتخريب بالمثل في كوتلياروفو، ميكولايف أوبلاست.

## التسريب
تم الإبلاغ عن التسرب لأول مرة في حوالي الساعة 4:30 صباحًا بالتوقيت المحلي يوم 21 مارس 2022 في مصنع كيماويات سوميخيمبروم، الواقع في ضواحي سومي.